# Silver Grove (Kentucky)
Pour les articles homonymes, voir Silver Grove.
Silver Grove est une ville américaine située dans le comté de Campbell, dans le Kentucky. Selon le recensement de 2020, sa population est de 1 154 habitants.